# Heraema mandschurica
Heraema mandschurica là một loài bướm đêm trong họ Noctuidae.